# Amazon Grimstad Fotballklubb
L'Amazon Grimstad Fotballklubb, abbreviato in Amazon Grimstad FK, è una squadra di calcio femminile norvegese con sede a Grimstad, cittadina situata nella contea di Agder.
Nella stagione 2018 la squadra, che gioca le partite interne presso il Levermyr stadion, milita in 1. divisjon, secondo livello del campionato norvegese femminile di calcio, per la terza volta consecutiva dal suo ultimo ritorno al livello cadetto nazionale. Nelle dieci stagioni in Toppserien, il migliore risultato sportivo ottenuto dalla squadra fu il sesto posto nel campionato 2006.

## Organico

### Rosa 2018
Rosa, ruoli e numeri di maglia come da sito della Federazione norvegese, aggiornati al 18 agosto 2018.
| N. |                        | Ruolo | Calciatrice               |
| -- | ---------------------- | ----- | ------------------------- |
| 0  | Norvegia (bandiera)    | D     | Ellen Marie Wiersholm     |
| 1  | Norvegia (bandiera)    | P     | Silje Karin Hatland       |
| 2  | Norvegia (bandiera)    | D     | Juni Steen                |
| 3  | Norvegia (bandiera)    | D     | Mari Storli               |
| 4  | Norvegia (bandiera)    | C     | Vilde Tvedt Berntsen      |
| 5  | Norvegia (bandiera)    | D     | Mina Sofie Pedersen       |
| 7  | Norvegia (bandiera)    | A     | Cathrine Dyngvold         |
| 8  | Norvegia (bandiera)    | C     | Lisbeth Fredli Rothschild |
| 9  | Inghilterra (bandiera) | A     | Isabella Hayes            |
| 11 | Norvegia (bandiera)    | C     | Emily Hertzberg Andersen  |
| 12 | Norvegia (bandiera)    | D     | Marielle Amundsen Tøsse   |

| N. |                     | Ruolo | Calciatrice                       |
| -- | ------------------- | ----- | --------------------------------- |
| 13 | Norvegia (bandiera) | D     | Sofie Haugland Ausland            |
| 14 | Norvegia (bandiera) | D     | Marthe Vik                        |
| 16 | Norvegia (bandiera) | D     | Amalie Jørgensen Hjembo           |
| 17 | Norvegia (bandiera) | D     | Victoria Louise Cummings Westberg |
| 19 | Norvegia (bandiera) | C     | Vårin Kristina Vik                |
| 20 | Norvegia (bandiera) | A     | Anna Margit Vinsjevik             |
| 21 | Norvegia (bandiera) | A     | Malene Oland Haugen               |
| 22 | Norvegia (bandiera) | P     | Vilde Alfredsen                   |
| 23 | Norvegia (bandiera) | C     | Hedda Kristensen Hansen           |
| 26 | Norvegia (bandiera) | C     | Kelsey Frances Hood               |
| 27 | Norvegia (bandiera) | D     | Elin Victoria Nikolaisen          |